# 부산교통방송
부산교통방송은 TBN 교통방송 계열의 방송국 중의 하나이며, 1997년 12월 23일 개국되었다. 방송국은 부산광역시 남구 용소로 68(대연3동)에 있다.

## 연혁
- 1996년 7월 : 방송국 개설 허가 추천 (문화관광부)
- 1996년 8월 : 방송국 허가 (정보통신부)
- 1997년 1월  : 청사 기공식
- 1997년 12월 : 교통방송 부산본부 기구 승인
- 1997년 12월 : 시험방송
- 1997년 12월 : 무선국 준공검사 완료
- 1997년 12월 23일 : 개국
- 2001년 1월 : 진주중계소 FM 100.1㎒ 망진산 개소(2013.8.26 경남교통방송이 개국하면서 이관)
- 2002년 9월 : 아시안게임 특집생방송
- 2003년 8월 : 여름 특집 공개방송
- 2005년 11월 : APEC 특집방송
- 2006년 12월 : 개국 9주년 특집 공개방송
- 2007년 12월 : 개국 10주년 한국교통방송 부산본부
- 2017년 12월 23일 : 부산교통방송 개국 20주년
- 2024년 7월 1일 : 미미월드 시청자 퀴즈 개시
- 2024년 7월 31일 : 한국도로교통공단 TBN 부산교통방송으로 명칭 변경

## 방송 송출 현황
| 송신소        | 주파수    | 출력 | 호출부호 | 송신소 위치                 | 방송구역                                                                             |
| ------------- | --------- | ---- | -------- | --------------------------- | ------------------------------------------------------------------------------------ |
| 황령산 송신소 | FM 94.9㎒ | 3㎾  | HLDN-FM  | 부산 연제구 연산2동 산181-3 | 부산광역시 일원, 울산광역시 일부, 창원시 일부, 밀양시 일부, 김해시 일부, 양산시 일부 |

### 라디오 시보 멘트
- FM 94.9MHz TBN 부산교통방송입니다. HLDN

## DJ
- 김은미
- 정소라
- 한주형
- 조면주
- 강세민
- 김초희
- 노주원
- 고태연

## 부산교통방송 편성표
- 07:00 (평일) 출발! 부산대행진
- 09:00 (평일) 스튜디오 949
- 14:05 (평일) 빵빵한 2시
- 12:00 (주말) TBN 차차차 (부산주말)
- 14:00 (주말) 노주원의 굿뮤직
- 16:05 (평일) TBN 부산매거진
- 16:00 (주말) 고태연의 어떤가요
- 18:05 (평일) 달리는 라디오 (부산)

## 로고송
- 우리는 언제나 TBN 교통방송

## 같이 보기
- TBN 교통방송